# Đảng Xã hội chủ nghĩa Phục hưng Ả Rập
Đảng Xã hội chủ nghĩa Phục hưng Ả Rập (tiếng Ả Rập: حزب البعث العربي الاشتراكي Ḥizb Al-Ba'th Al-'Arabī Al-Ishtirākī IPA: [ħɪzb albaʕθ alʕarabiː alʔɪʃtɪraːkiː]) hay còn gọi là đảng Ba'ath là một đảng chính trị được thành lập tại Syria bởi Michel Aflaq, Salah Al-Din al-Bitar, và Zaki al-Arsuzi. Đảng đã theo đuổi chủ nghĩa Ba'ath (từ tiếng Ả Rập: البعث Al-Ba'ath hoặc Ba'ath, có nghĩa là "Phục hưng" hay "phục sinh"), đó là một hệ tư tưởng pha trộn chủ nghĩa dân tộc Ả Rập, chủ nghĩa liên Ả Rập, chủ nghĩa xã hội Ả Rập. Chủ nghĩa Ba'ath kêu gọi thống nhất thế giới Ả Rập vào một quốc gia duy nhất. Phương châm của nó, "Thống nhất, Tự do, Chủ nghĩa xã hội", đề cập đến sự thống nhất Ả Rập, và tự do khỏi sự kiểm soát và can thiệp không phải của Ả Rập.
Đảng này được thành lập bởi sự sáp nhập của Phong trào Phục hưng Ả Rập, dẫn đầu bởi Aflaq và al-Bitar, và Phục hưng Ả Rập, dẫn đầu bởi al-Arsuzi, vào ngày 7 tháng 4 năm 1947 dưới tên gọi là Đảng Phục hưng Ả Rập. Đảng đã nhanh chóng thành lập các chi nhánh ở các nước Ả Rập khác, mặc dù chỉ nắm giữ quyền lực ở Iraq và Syria. Đảng Phục hưng Ả Rập kết hợp với Phong trào Xã hội chủ nghĩa Ả Rập của Akram al-Hawrani, vào năm 1952 để thành lập Đảng Xã hội chủ nghĩa Phục hưng Ả Rập. Đảng mới được thành lập là một thành công tương đối, và trở thành đảng lớn thứ hai trong Quốc hội Syria trong cuộc bầu cử năm 1954. Điều này cùng với sức mạnh ngày càng gia tăng của Đảng Cộng sản Syria đã dẫn tới việc thành lập Cộng hòa Ả Rập Thống nhất, một liên minh của Ai Cập và Syria. Năm 1961, một cuộc đảo chính tại Syria đã giải thể liên minh.